# Yare
Lo Yare è un fiume inglese che attraversa la contea del Norfolk e sfocia nel mare del Nord.

## Percorso
Il fiume nasce a sud di Dereham, a ovest del villaggio di Shipdham. Al di sopra della confluenza con un torrente affluente da Garvestone è noto come fiume Blackwater. Da lì scorre in direzione est passando per Barnham Broom e si unisce al fiume Tiffey prima di raggiungere Bawburgh. Quindi lambisce i quartieri meridionali della città di Norwich, passando per Colney, Cringleford, Lakenham e Trowse. A Whitlingham riceve in sinistra orografica il fiume Wensum il quale, sebbene sia il più grande e il più lungo, il fiume a valle della loro confluenza continua a essere chiamato Yare. Scorrendo verso est nei Broads, attraversa per i villaggi di Bramerton, Surlingham, Rockland St. Mary e Cantley. Poco prima di Reedham, a Hardley Cross, riceve in destra orografica il fiume Chet. La croce segna l'antico confine tra la città di Norwich e il distretto di Great Yarmouth. A valle di Reedham, il fiume supera il famoso insediamento palustre isolato di Berney Arms prima di entrare nella laguna di Breydon Water. Qui lo Yare riceve le acque dei fiumi Waveney e Bure e infine sfocia nel mare del Nord a Gorleston, a sud di Great Yarmouth.